# Pagan
Pagan (Chamorro nyelven: Pågan; angol: Pagan Island; spanyol: San Ignacio) egy kis vulkanikus sziget a Csendes-óceánon. Földrajzilag a Mariana-szigetekhez, politikailag az Északi-Mariana-szigetekhez tartozik, melyek az Egyesült Államok egyik külbirtokát képezik. Az 1981-es vulkánkitörés óta a sziget jórészt lakatlan.

## Földrajza
A sziget 320 km távolságra fekszik Saipantól, az Északi Mariana-szigetek fő szigetétől és 47,23 km² területével a szigetcsoportok közösségének negyedik legnagyobb tagja. Két sztratovulkánból áll, melyek 570 m körüli magasságúak és egy 600 m széles, keskeny földszoros köti össze őket.
A déli vulkán egy négy kilométer átmérőjű kaldera belsejében található. A hosszúkás csúcsa négy kráterből áll össze. A sziget három kilométer szélességű déli felének hegyoldalai meredeken lejtenek a sziklás tengerpart felé. A déli vulkán utolsó feljegyzett kitörésére 1864-ben került sor. 1992-ben több fumarola is aktív volt.
A sziget északi részének legnagyobb szélessége hat kilométer. Az itt lévő Mount Pagan a sziget legaktívabb vulkánja a történelmi időkben. Korábbi kitöréseit főként az 1820-as és 1920-as évek között regisztrálták. 
Az 1872-1873-as és az 1925-ös kitörés alkalmával lávafolyamok keletkeztek. A vulkán egy az északi sziget nagy részét kitevő, hat kilométer átmérőjű kaldera közepén található. A kaldera feltehetőleg a holocén idején omlott be és a későbbi kitörések töltötték fel újra.
A Mount Pagantól nyugatra egy két kilométer átmérőjű besüllyedés (depresszió) található, amit a környező phreatonmagmatikus explóziók lerakódásai alapján maarként azonosítanak. A maar körzetében az 1800 körül és a 14. században került sor kitörésekre. A maarban található a Laguna Sanhalom (vagy Inner Lake), egy tó, mely az 1970-es években 17 hektáron elterülve 23 méteres legnagyobb mélységgel bírt. Egy másik tó, a  Laguna Sanhiyon avagy Lake Laguna 16 hektáron terül el 20 méteres legnagyobb mélységgel közvetlenül az északi sziget nyugati partja mentén. Mindkét tóban van félsósvíz. A Laguna Sanhalom esetében ez egy termálforrásra vezethető vissza. A Laguna Sanhiyonba nagy hullámok esetén kerülhet be a tengervíz.
A sziget klímáját az északkeleti passzát határozza meg, ami későtavasszal és koranyáron gyakran erős zivatarokat okoz. Az évi átlagos csapadékmennyiség 1800–2000 mm között van. Főként augusztus és december között fordulhatnak elő tájfunok. 
Az éves átlaghőmérsékletet 28 °C-ra becsülik.

## Történelme
A régészeti leletek alapján Paganon Kr. e. pár évszázaddal jelentek meg az első telepesek. Az európaiak közül 1669-ben Diego Luis de Sanvitores spanyol misszionárius fedezte fel. A szigetet a chamarro nép lakta, de őket 1695-ben mind a 300 km-re lévő Saipanra deportálták, majd három évvel később Guamra.
1899-ig a sziget spanyol gyarmat volt, az 1850-es évektől vállalkozásoknak adták haszonbérletbe. Az 1870-es években hozták létre rajta az első kókuszültetvényeket. 1880 körül Adolph Capelle braunschweigi kereskedő lett a sziget bérlője. Koprát exportált és 20 idénymunkást foglalkoztatott a szigeten, akik a Karolina-szigetekről, Saipanról és Guamról érkeztek.
Az Északi Mariana-szigetek 1899-ben Németországnak való eladását követően Pagan 1914-ig német gyarmat lett és Német Új-Guinea részét képezte. Ez idő alatt a szigetet a Pagan-Társaság (Pagan-Gesellschaft) bérelte. A főként koprakereskedelemmel foglalkozó társaságot két chamorro és egy japán állampolgár alapította. 1905-ben a japán férfit egy német váltotta a társaságban. A német körzeti hivatalnok, Georg Fritz 1905 májusában a szigetre tett látogatásakor 137 ember élt a sziget 30 munkásoknak fenntartott kunyhójában, a sziget északi részének nyugati partján. Az ültetvényen évente 200 tonna koprát állítottak elő. Kis mennyiségben kukoricát, édesburgonyát, ananászt és banánt is termesztettek.
1905 júliusában és szeptemberében, 1907 szeptemberében valamint 1913 decemberében a tájfunok csaknem teljesen elpusztították a kókuszültetvényeket. A Pagan-Társaság emiatt nehéz gazdasági helyzetbe került és emiatt az ültetvényeken nem lehetett már rendszeresen gazdálkodni. Becslések szerint 1912-ben Paganon 385 hektárnyi kókuszültetvény volt. Az első világháború elején a német Kelet-ázsiai Hajóraj (Ostasiengeschwader) hajói Pagannál gyülekeztek és innen indultak Dél-Amerika partjaihoz átszelve a Csendes-óceánt. Még 1914-ben megszállta a szigetet Japán és 1919-től 1944-ig a Japán csendes-óceáni mandátumterületei részeként igazgatta a Népszövetség megbízásából. A második világháború idején katonaságot küldött a szigetre. A háború végén 1945 szeptemberében 3200 ember élt itt, köztük 2600 japán katona és 300 japán civil. 300 Saipanról érkezett ember a mezőgazdaságban tevékenykedett, főként a kókuszültetvényeken. 1939-ben és 1940-ben becsült érték szerint évi 1500 tonna koprát exportáltak a szigetről, ami mellett exportterméknek számított még a gyapjú és az édesburgonya. A szigeten állítottak elő kötelet is és kisebb mértékben bányásztak ként is. A japán uralom ideje alatt számos ház, kaszárnya és üzlet épült, főként az északnyugati részen lévő Shomushon faluban, de a két tó körül és a tengerpart mentén is. Mindmáig számos nyoma van a japán uralomnak a második világháborúból és az azt megelőző időkből.
A háború végével az Egyesült Államok Haditengerészete egy kisebb állomást tartott fenn Paganon. A lakosság száma előbb drasztikus módon, majd később lassabb ütemben csökkent. 1950-től a legtöbb lakos a Laguna Sanhiyontól északra lévő településen élt, mielőtt az 1970-es évek elejétől a sziget északnyugati részén az Apaan-öbölben lévő Shomushonba költöztek át.

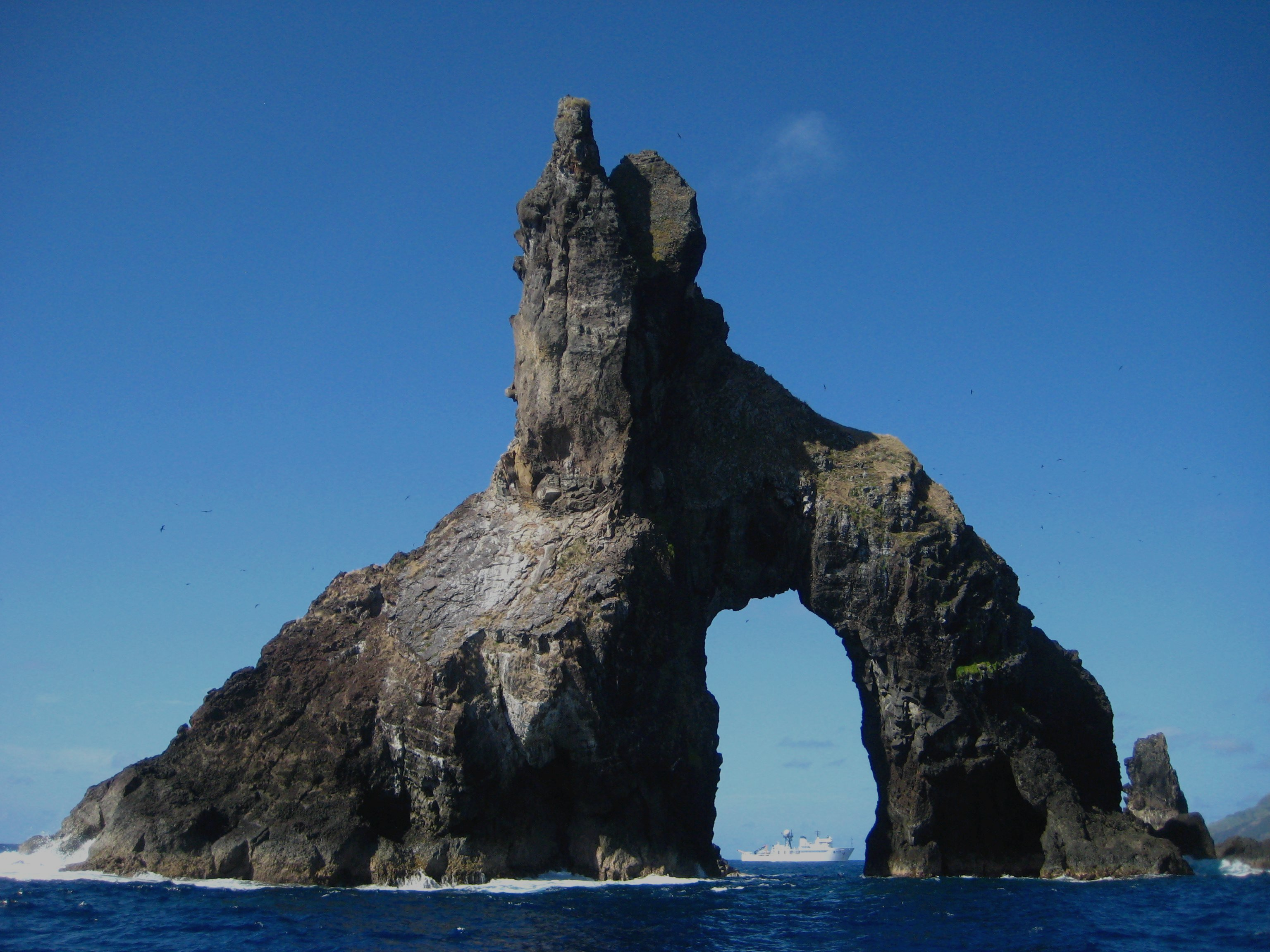
Sziklák Pagan északkeleti részén

Egy fejlesztési terv keretében 1978 elején végzett állományfelmérés szerint kilenc család 85 tagja élt hivatalosan Shomushonban. A tényleges lakosságszám 1977 végén 37 és 51 fő között mozgott és ők hét családból kerültek ki. Ez abból adódott, hogy néhányan átmenetileg vagy tartósan a szigetcsoport fő szigetén, Saipanon tartózkodtak. Nyilvános épületek közül egy templom, egy kopraraktár, egy betegállomás és egy iskolaház volt Shomushonban. A betegállomást és az iskolaházat az 1970-es évek elején az amerikai haditengerészet egyik építőbrigádja emelte furnérlemezből és komoly építésbeli hiányosságokkal rendelkeztek. Az iskolában 13 gyerek tanult és az első hét osztály anyagát oktatták nekik. Az ennél idősebb gyerekek Saipanon jártak iskolába és rokonoknál laktak. A szintén a haditengerészet által kiépített vízellátás csődöt mondott, a szigetlakóknak ezért azokból a ciszternákból kellett ellátniuk magukat, amiket még a japánok létesítettek. Az elektromos áram előállításához két 20 kW teljesítményű generátor és vészhelyzet esetére egy 10 kW teljesítményű generátor állt rendelkezésre. Nem volt szabályozott szennyvízhálózat és hulladékgazdálkodás. A kommunális hulladékot a település körül helyezték el.
Az állományfelmérés szerint a légi taxik voltak a Pagan és Saipan közötti közlekedés legfőbb eszközei. Kisméretű, kétmotoros repülőgépek közlekedtek a vonalon és a településtől délre volt egy 750 m hosszú le- és felszállópálya, melyet még a japánok építettek. Az Apaan-öbölben lévő horgonyzóhely rossz állapotban volt és csak kismerülésű hajók használhatták. Nagyobb hajók az öböl mélyebb részein horgonyozhattak. A betegállomás rendelkezett rádiókészülékkel, amit igazgatási célokra és a helyi szanitéc orvosi tanácsokkal való ellátására használtak. A szintén a japán időkből származó utcák túlnyomórészt rossz állapotban voltak. A szigeten két dzsip, egy traktor valamint egy motorkerékpár volt. A szállítmányozást a sziget területén állati vontatású járművekkel oldották meg.
A mezőgazdaság és a halászat képezték a szigetlakók számára a gazdasági alapot és nagyrészt kielégítette a saját igényeiket. A szigeten 200 marha és 400 sertés volt, ezek mellett az elvadult kecskéket vadászták. 1976-ban a sziget 75 tonna koprát adott el, amiért 13000 dollárt kapott. Az állományfelmérésben a kopra csekély mennyiségét az 1968-os, Jean névre keresztelt tájfun pusztításával magyarázták. A kopra mellett még pálmatolvajokat (ez egy rákféle) és repülőkutyaféléket adtak el Saipanra. Utóbbiak voltak az egyetlen őshonos emlősfaj a szigeten és ínyencségként fogyasztották őket, ezért vadásztak őket. A saipani kereskedők negyedévente keresték fel a szigetet hajóval és ruházati termékeket, élelmiszert, cigarettát, alkoholt és szerszámokat adtak el a helyieknek. Az állományfelmérésben valószínűsítették, hogy a cserearányok a szigetlakók számára nagyon kedvezőtlenek voltak.

## Vulkánkitörések 1981 után

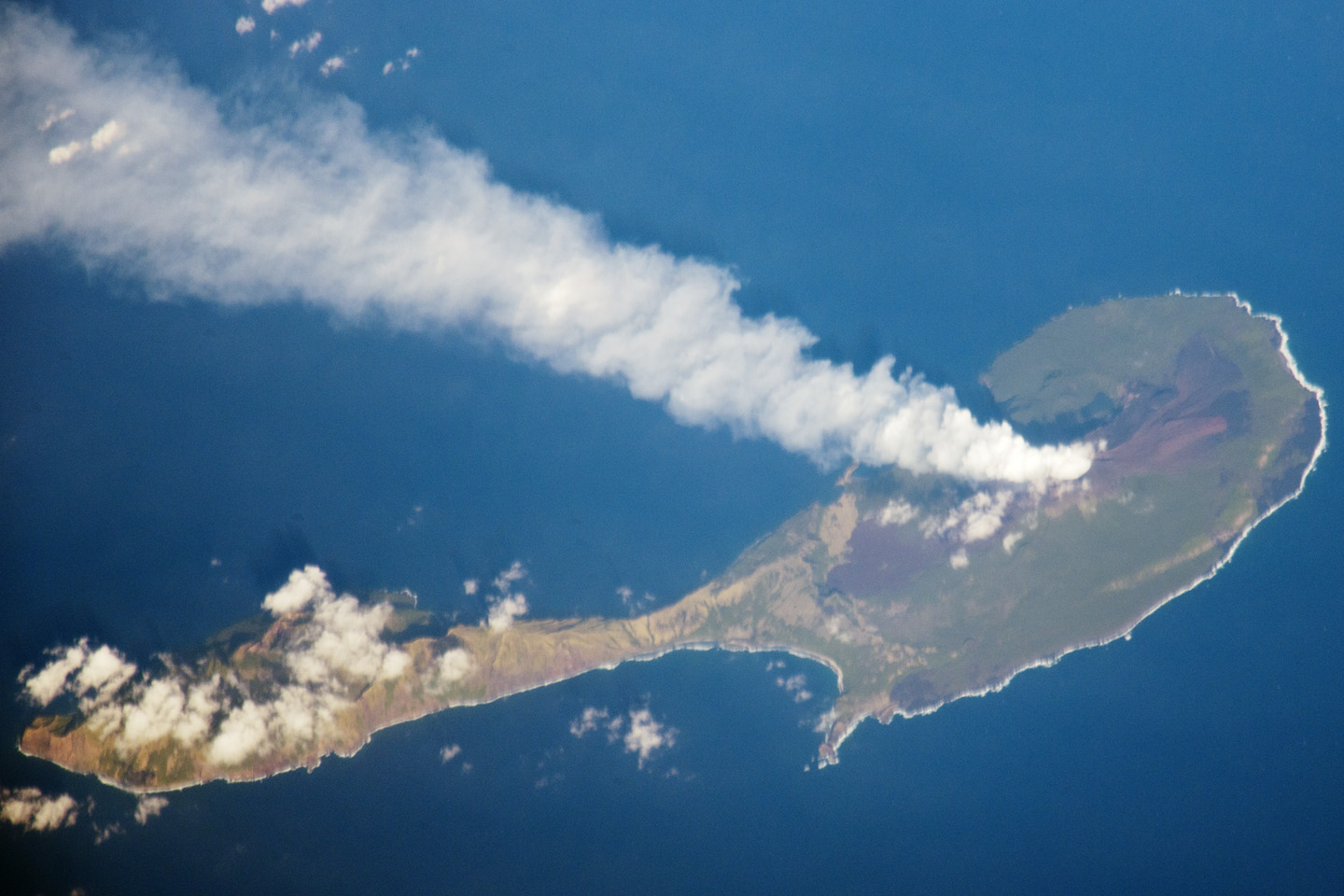
A Mount Pagan gőzölgése 2012 márciusában egy a Nemzetközi Űrállomásról készült felvételen

1981. május 15-én kitört a Mount Pagan. A vulkánkitörési index szerinti 4-es erősségű kitörés során a hamufelhő magassága a különböző adatközlések alapján 13–20 km volt. A vulkánon két lávafolyam jelent meg, melyek főként darabos lávából álltak és északi illetve délnyugati irányban folytak. A lávafolyamok a termőföldek egy nagyobb részét és leszállópálya egy részét elöntötték. Május 16-án 53 embert evakuáltak hajóval a szigetről. A kitöréskor a jószágok egy része azonnal elpusztult, más állatok később pusztultak éhen a vegetációban esett károk miatt. A kitörést 1981 márciusa óta földrengések előzték meg és ezek egyre erősebbek lettek, míg végül már épületeket rongáltak meg.
A vulkánkitörés 1985-ig tartott. További, de már kisebb kitörésekre került sor 1987-ben, 1988-ban, 1992-ben, 1993-ban, 1996-ban, 2006-ban, 2009-ben és 2010-ben. Auch nach 2010 traten Dampf und Gase aus dem Krater aus.
A lakosság 1981 májusi evakuálásával Shomushon község igazgatása Saipanra települt át. A sziget lakosai petíciót nyújtottak be hazatérésük érdekében, ezt azonban a hatóságok utalva a vulkán jelentette veszélyre elutasították. 2007-ben a sziget öt szezonális lakóval bírt.
Egy japán befektetői csoport azt tervezte, hogy a 2011-es cunami által okozott pusztítás törmelékeit Paganon helyezi el. A befektetői csoport a tiltakozások hatására 2012 májusában átmenetileg elállt a terveitől és a szigeten továbbra is vulkáni hamut (puzzolane) fog kitermelni. Az Egyesült Államok hadseregének azon terveit, miszerint az egész szigetet lőszertesztelési és bombavetési területként hasznosítsa, 2013-ban erős tiltakozás kísérte, többek között a környezetvédelmi szervezetek részéről, melyek a sziget élővilágának sokoldalúságára és a pagani lakosok jogaira hivatkozva ellenzik az elképzelést.
A német Judith Schalansky írónő egy 2009-es regényében (Atlas der abgelegenen Inseln) szerepelt Pagan lakosságának 1981-es evakuálása.

## Fordítás
- Ez a szócikk részben vagy egészben  a   Pagan (Insel) című német Wikipédia-szócikk ezen változatának fordításán alapul.  Az eredeti cikk szerkesztőit annak laptörténete sorolja fel. Ez a jelzés csupán a megfogalmazás eredetét és a szerzői jogokat jelzi, nem szolgál a cikkben szereplő információk forrásmegjelöléseként.

## Linkek
- Pagan beim Pacific Islands Benthic Habitat Mapping Center (PIBHMC) der University of Hawaii at Mānoa
- Pascal Horst Lehne, Christoph Gäbler: Über die Marianen. Lehne-Verlag, Wohldorf, 1972